# Pittosporum melanospermum
Pittosporum melanospermum là một loài thực vật có hoa trong họ Pittosporaceae. Loài này được F. Muell. miêu tả khoa học đầu tiên năm 1859.